# Rio Coxim
Rio Coxim är ett vattendrag i Brasilien.   Det ligger i delstaten Mato Grosso do Sul, i den centrala delen av landet, 800 km väster om huvudstaden Brasília.
Omgivningarna runt Rio Coxim är huvudsakligen savann. Runt Rio Coxim är det mycket glesbefolkat, med 3 invånare per kvadratkilometer.